# NGC 4516
NGC 4516 (другие обозначения — UGC 7703, MCG 3-32-67, ZWG 99.87, VCC 1479, PGC 41661) — спиральная галактика с перемычкой (SBab) в созвездии Волос Вероники.
Значительного излучения в линии H-альфа в этой галактике не наблюдается, так что на карте лучевых скоростей галактики удаётся проследить только несколько точек, и кривую вращения построить не удаётся.
Этот объект входит в число перечисленных в оригинальной редакции «Нового общего каталога».